# Boeing 737 MAX
Boeing 737 MAX je čtvrtá generace dvoumotorového proudového úzkotrupého dopravního letounu Boeingu 737 na krátké a střední tratě vyvinutá Boeingem jako reakce na úspěch Příští generace (Next Generation) Boeingů 737-700, 800 a 900. Hlavní novinkou oproti 737 NG jsou větší, o 10 až 15 % úspornější, tišší a výkonnější motory CFM International LEAP, které používá i nová generace Airbusu A320, A320neo. Typ má také nový tvar křídel, využívá moderní kompozitní materiály. Prodává se ve čtyřech verzích: od nejkratší; 737-7, 737-8 (včetně kapacitnější varianty 737-8200), 737-9 a 737-10. K červenci 2023 má Boeing  4 339 nevyřízených objednávek a 1 276 dodávek tohoto letounu.
První let Boeingu 737 MAX (MAX 8) se konal 29. ledna 2016, což bylo 49 let po prvním letu prototypu Boeingu 737. První leteckou společností provozující tento typ se stala Malindo Air, které byl typ 737-8 (tehdy ještě pod názvem MAX 8) předán 16. května 2017.
K červenci 2023 dostal Boeing na tento typ letounu 5 615 objednávek, z čehož jich 1 276 dodal.

## MAX u Smartwings
Český dopravce Smartwings má ve své flotile 9 letounů tohoto typu, nejnovější OK-SWJ přebral v prosinci 2023. Desáté letadlo typu 737-8 pro flotilu Smartwings, imatrikulace OK-SWN, je ve výrobě. Celkem je objednáno až 39 kusů.

Smartwings v době uzemnění těchto letadel od 12. března 2019 do 9. prosince 2020 odmítl převzít 11 již vyrobených a 3 nevyrobená letadla 737-8.

#### Flotila 737-8 u Smartwings
| Stav u Smartwings           | Sériové č. | Výrobní č. | Imatrikulace | Dodání            | Stáří    | Poznámka                                   |
| --------------------------- | ---------- | ---------- | ------------ | ----------------- | -------- | ------------------------------------------ |
| provozní                    | 43555      | 6749       | OK-SWA       | 30. ledna 2018    | 7.4 roků |                                            |
| provozní                    | 43556      | 6861       | OK-SWB       | 30. března 2018   | 7.2 roků |                                            |
| provozní                    | 43296      | 6904       | OK-SWC       | 16. května 2018   | 7.1 roků |                                            |
| provozní                    | 43557      | 6949       | OK-SWD       | 25. května 2018   | 7 roků   |                                            |
| provozní                    | 64937      | 6976       | OK-SWE       | 20. června 2018   | 7 roků   | původně jako G-MXCC pro Monarch Airlines   |
| provozní                    | 60133      | 7145       | OK-SWF       | 21. září 2018     | 6.7 roků |                                            |
| převzetí odmítnuto          | 43619      | 7391       | OK-SWH       | –                 | –        | nyní jako C-FMXG pod Sunwing Airlines      |
| provozní                    | 62902      | 8568       | OK-SWH       | 4. května 2023    | 2.1 roků | náhrada za nepřevzatou OK-SWH v.č. 7391    |
| převzetí odmítnuto          | 43300      | 7461       | OK-SWI       | –                 | –        | nyní jako TC-SMF pod SunExpress            |
| provozní                    | 62909      | 8766       | OK-SWJ       | 14. prosince 2023 | 1.7 roků | náhrada za nepřevzatou OK-SWJ v.č. 7429    |
| převzetí odmítnuto          | 43564      | 7470       | OK-SWK       | –                 | –        | nyní jako OE-LLD pod Aerolineas Argentinas |
| převzetí odmítnuto          | 43565      | 7520       | OK-SWL       | –                 | –        | nyní jako C-FLQO pod Flair Airlines        |
| provozní                    | 43562      | 7335       | OK-SWM       | 31. leden 2019    | 6.4 roků |                                            |
| převzetí odmítnuto          | 66343      | 8748       | OK-SWN       | –                 | –        | nyní jako TC-SMI pod SunExpress            |
| ve výrobě                   | 66343      | 8748       | OK-SWN       | –                 | –        | náhrada za nepřevzatou OK-SWN v.č. 8748    |
| převzetí odmítnuto          | 62870      | 7599       | OK-SWO       | –                 | –        | nyní jako C-FLKO pod Flair Airlines        |
| převzetí odmítnuto          | 60135      | 7635       | OK-SWP       | –                 | –        | nyní jako LV-KKE pod Aerolineas Argentinas |
| převzetí odmítnuto          | 62874      | 7654       | OK-SWQ       | –                 | –        | nyní jako C-GMXH pod Sunwing Airlines      |
| převzetí odmítnuto          | 62881      | 7849       | OK-SWR       | –                 | –        | nyní jako HL8541 pod Eastar Jet            |
| převzetí odmítnuto          | 62883      | 7893       | OK-SWS       | –                 | –        | nyní jako C-FZXI pod Sunwing Airlines      |
| převzetí odmínuto nevyroben | 62885      | 7958       | OK-SWU       | –                 | –        |                                            |
| převzetí odmínuto nevyroben | 62887      | 7921       | OK-SWV       | –                 | –        |                                            |
| převzetí odmínuto nevyroben | 62886      | 7964       | OK-SWX       | –                 | –        |                                            |

## Vzhled

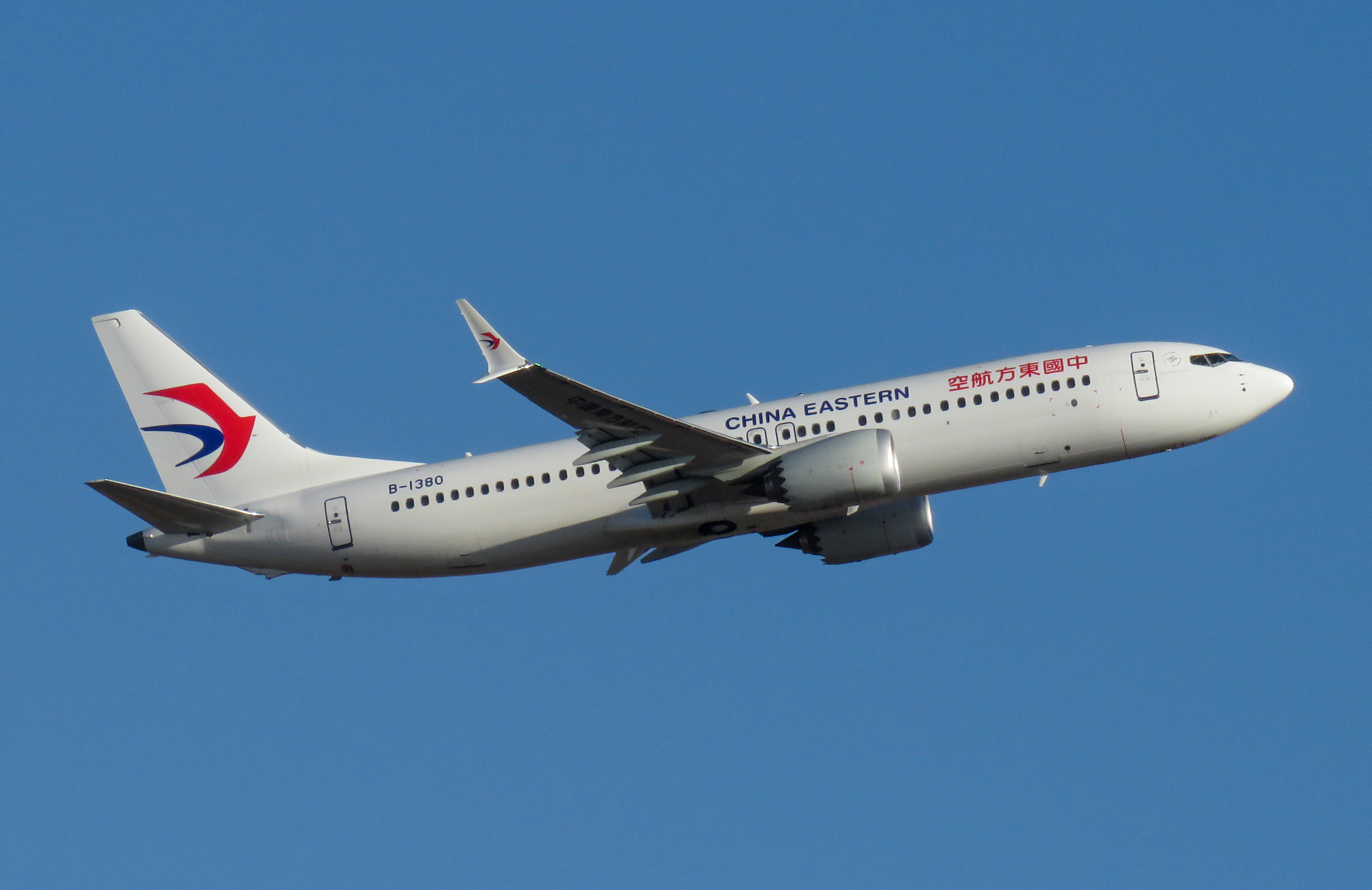
Vzlétající Boeing 737 MAX 8 společnosti China Eastern (2018)

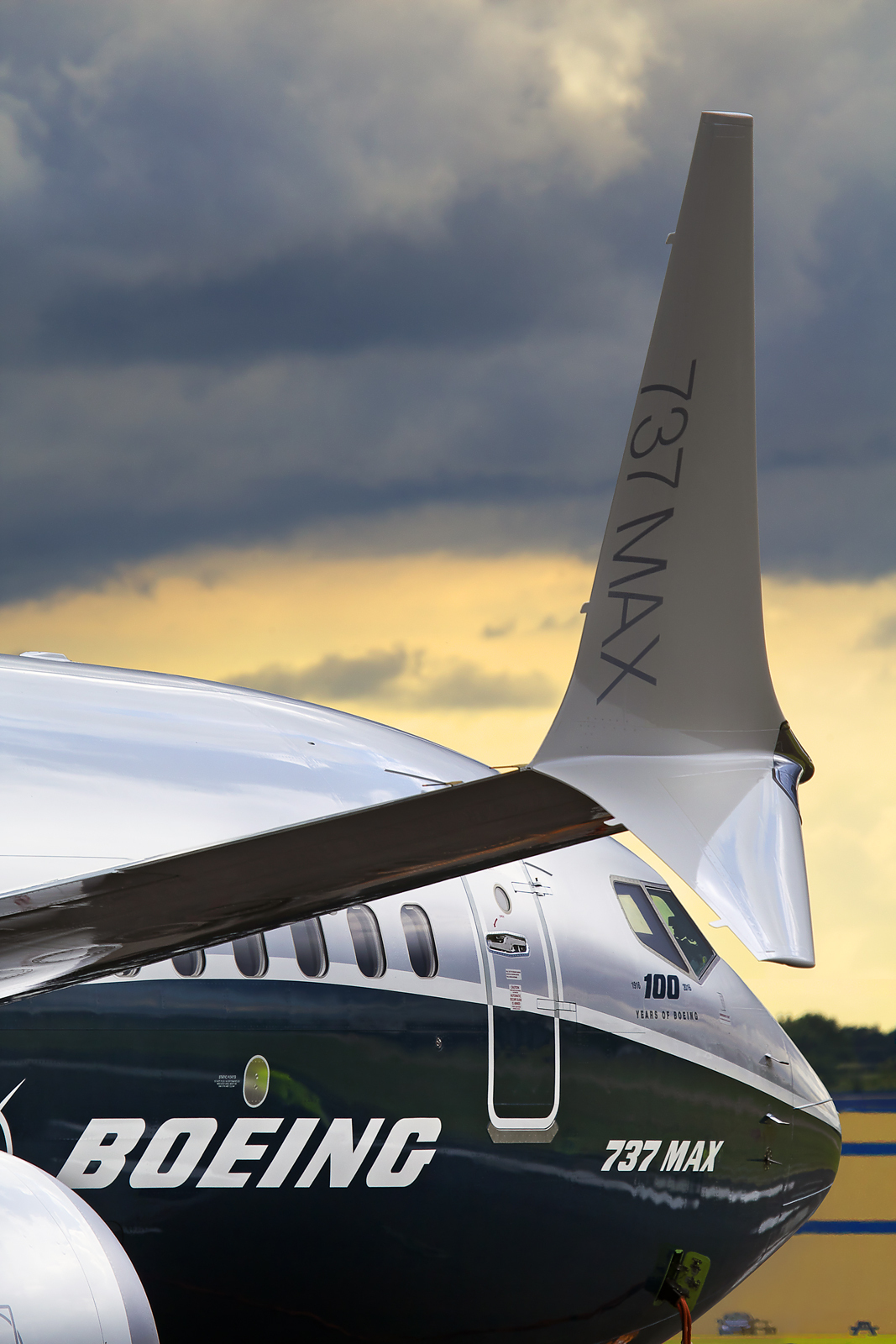
Detail wingletu typu Boeing 737 MAX 8

Boeing 737 MAX disponuje Sky Interiorem, podobným, jako má Boeing 787, vyznačující se především barevným LED osvícením. Křídla mají nové winglety, které uspoří 1,5 % paliva oproti předchozímu typu. Boeingy 737 MAX získaly také nové motory CFM International LEAP-1B.

## Verze
Pozn. Označení MAX se používá pouze pro celou modelovou řadu, pro označení letadel se název MAX vypouští a verze se označuje hned za pomlčkou (737-X)

### 737-7
Náhrada za verzi Boeing 737-700. První let se konal 16. března 2018, první dodávka tohoto typu poputovala k americké společnosti Southwest Airlines. K červenci 2023 Boeing uvádí 297 objednávek.

### 737-8

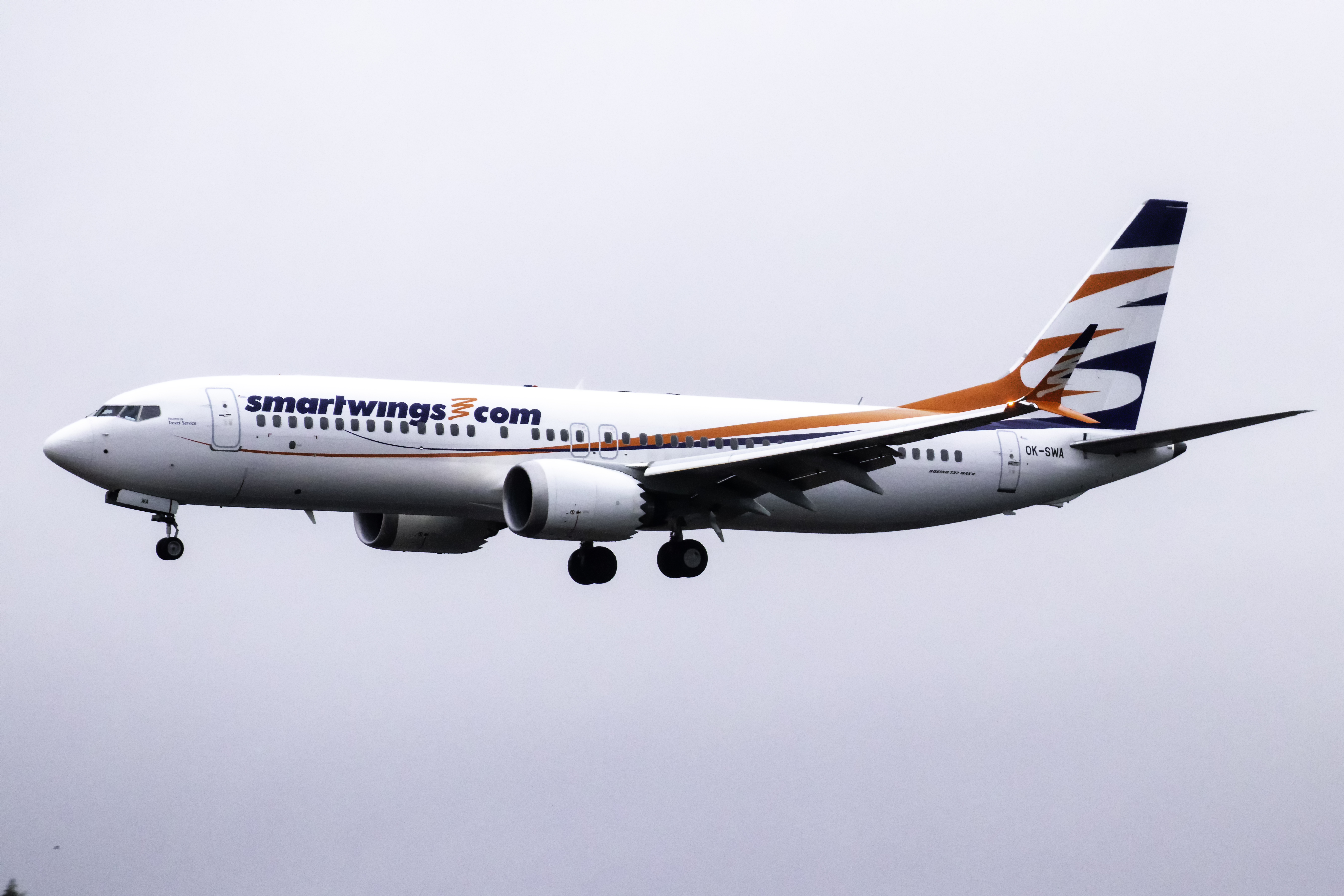
Boeing 737 MAX české letecké společnosti Smartwings přistávající na letišti Santiago de Compostela

Jedná se o verzi nahrazující Boeing 737-800. Mezi zákazníky generace 737 MAX je nejoblíbenější, tvoří 80 % objednávek pro celou generaci 737 MAX (2018). První let se konal 29. ledna 2016. Prvním provozovatelem typu 737-8 a celé této generace se stala společnost Malindo Air 16. května 2017. K červenci 2023 Boeing uvádí 2 751 objednávek.

#### 737-8200
Verze umožňující více pasažérů v letadle – až 200. Kvůli tomu byly přidány také další únikové východy. Ryanair si těchto letadel objednal 100 kusů, s konfigurací pro 197 pasažérů. K červenci 2023 Boeing uvádí 344 objednávek.

#### Návrh 737-8ERX
Leteckým společnostem byl předveden koncept 737-8ERX založený na 737-8 s vyšší maximální vzletovou hmotností 88,3 tun s použitím křídel, podvozku a středové části z 737-9, aby byl zajištěn delší dolet 4 000 námořních mil (7 400 km). Boeing se tímto chce přiblížit Airbusu A321LR.

### 737-9
Náhrada typu Boeing 737-900 s podobným doletem jako verze 737-8. První let se konal 13. dubna 2017. Prvnímu zákazníkovi, společnosti Thai Lion Air, byl tento typ dodán 21. března 2018. K červenci 2023 Boeing uvádí 137 objednávek.

### 737-10
V červnu 2017 představil Boeing na pařížském aerosalonu nejdelší verzi Boeing 737-10. Ta má o 4,3 metrů delší trup než výchozí verze B 737-8, upravené křídlo pro ekonomičtější let v pomalé rychlosti. V konfiguraci s jednou třídou pojme až 232 cestujících. Dolet této verze je až 6100 km. Konkuruje Airbusu A321neo. K červenci 2023 Boeing uvádí 810 objednávek.

## Letecké nehody
- Let Lion Air 610 – První vážnou nehodu měl Boeing 737 MAX dne 29. října 2018, kdy se tři měsíce starý stroj Boeing 737 MAX 8 společnosti Lion Air zřítil během letu do moře. Příčinou byla špatná údržba. Letecká společnost použila stroj i přesto, že věděla o rozbitém senzoru nového automatického systému ovládající stabilizátory, který má předcházet ztrátě vztlaku. Systém však dostával špatně vstupní informace o náklonu a zřejmě z důvodu špatného vyhodnocení situace namířil letoun k zemi a došlo k dopadu na vodní hladinu.[zdroj?] Zemřelo všech 188 osob na palubě.

- Let Ethiopian Airlines 302 – 10. března 2019 nedaleko etiopského města Bishoftu havaroval Boeing 737 MAX 8 společnosti Ethiopian Airlines na lince ET 302 z etiopské Addis Abeby do keňské Nairobi. Zemřelo všech 157 osob na palubě (149 cestujících 33 národností a 8 členů posádky).[6] Po této nehodě byly všechny letouny řady 737 MAX celosvětově uzemněny.

## Uzemnění letadel z důvodu nehod
Po pádu letadla 10. března 2019 (2. pád tohoto stroje za poslední půl rok) v Etiopii, při níž zemřelo všech 157 lidí včetně posádky, bylo v úterý 12. března 2019 odpoledne zakázáno operovat s tímto letadlem ve vzdušném prostoru několika evropských států. S účinností od 19:00 UTC 12. března 2019 pozastavila Agentura Evropské unie pro bezpečnost letectví veškeré komerční lety letadel Boeing 737 MAX nad územím Evropské unie. Ve stejném měsíci nařídily uzemnění tohoto typu do odvolání letecké bezpečnostní agentury po celém světě. K znovuzprovoznění typu dojde, až budou na letadlech opraveny softwarové chyby. Očekávalo se, že letadla budou uzemněna minimálně do podzimu 2020.
Boeing 737 MAX znovu vzlétl po 638 dnech uzemnění, 9. prosince 2020 v Brazílii, kde letecká společnost GOL nasadila tento letoun na lince ze São Paulo Guarulhos do Porto Alegre.

### Obžaloba testovacího pilota
V říjnu 2021 byl obžalován Mark Forkner, bývalý hlavní technický pilot firmy Boeing pro program MAX, z podvodu, neboť podle prokuratury oklamal Federální úřad pro letectví. Měl poskytnout či zprostředkovat nepřesné a neúplné informace o systému stabilizace letu MCAS, jehož vadné fungování vedlo k dvěma haváriím tohoto typu letadla letech 2018 a 2019.

## Specifikace
| Verze                         | 737-7                                                                                     | 737-8/737-8200                                                                            | 737-9                                                                                     | 737-10                                                                                    |
| ----------------------------- | ----------------------------------------------------------------------------------------- | ----------------------------------------------------------------------------------------- | ----------------------------------------------------------------------------------------- | ----------------------------------------------------------------------------------------- |
| Cestující                     | 138 (8Y+ 130Y), až 172 maximálně                                                          | 162 (12 + 150), až 210 max                                                                | 178 (16 + 162), až 220 max                                                                | 188, až 230 max                                                                           |
| Rozestup sedadel              | 71–74 cm v maximální hustotě sedadel, 79–80 cm v turistické třídě, 91 cm v obchodní třídě | 71–74 cm v maximální hustotě sedadel, 79–80 cm v turistické třídě, 91 cm v obchodní třídě | 71–74 cm v maximální hustotě sedadel, 79–80 cm v turistické třídě, 91 cm v obchodní třídě | 71–74 cm v maximální hustotě sedadel, 79–80 cm v turistické třídě, 91 cm v obchodní třídě |
| Objem nákladu                 | 32,45 m³                                                                                  | 43,69 m³                                                                                  | 51,37 m³                                                                                  |                                                                                           |
| Délka                         | 35,56 m                                                                                   | 39,52 m                                                                                   | 42,16 m                                                                                   | 43,8 m                                                                                    |
| Rozpětí křídel                | 35,92 m                                                                                   | 35,92 m                                                                                   | 35,92 m                                                                                   | 35,92 m                                                                                   |
| Wing Area                     | 127 m²                                                                                    | 127 m²                                                                                    | 127 m²                                                                                    | 127 m²                                                                                    |
| Celková výška                 | 12,3 m                                                                                    | 12,3 m                                                                                    | 12,3 m                                                                                    | 12,3 m                                                                                    |
| Maximální vzletová hmotnost   | 80 286 kg                                                                                 | 82 191 kg                                                                                 | 88 314 kg                                                                                 |                                                                                           |
| Motory (2x)                   | CFM International LEAP-1B, 175 cm průměr dmychadla                                        | CFM International LEAP-1B, 175 cm průměr dmychadla                                        | CFM International LEAP-1B, 175 cm průměr dmychadla                                        | CFM International LEAP-1B, 175 cm průměr dmychadla                                        |
| Tah (2x)                      | 26,786–29,317 lbf (0–0 kN)                                                                | 26,786–29,317 lbf (0–0 kN)                                                                | 26,786–29,317 lbf (0–0 kN)                                                                | 26,786–29,317 lbf (0–0 kN)                                                                |
| Cestovní rychlost             | Mach 0,79 (839 km/h)                                                                      | Mach 0,79 (839 km/h)                                                                      | Mach 0,79 (839 km/h)                                                                      | Mach 0,79 (839 km/h)                                                                      |
| Dolet v konfiguraci dvou tříd | 7 130 km                                                                                  | 6 570 km MAX 200: 4 300 km                                                                | 6 570 km                                                                                  | 6 110 km                                                                                  |
| Maximální letová hladina      | 12 000 m                                                                                  | 12 000 m                                                                                  | 12 000 m                                                                                  | 12 000 m                                                                                  |
| ICAO kód                      | B37M                                                                                      | B38M                                                                                      | B39M                                                                                      | B3JM                                                                                      |